# Bahnhof Ilmenau-Wolfsberg
Der Bahnhof Ilmenau-Wolfsberg ist ein Betriebsbahnhof an der Schnellfahrstrecke Nürnberg–Erfurt in der thüringischen Stadt Ilmenau. Er befindet sich rund fünf Kilometer östlich von der Kernstadt von Ilmenau im Ortsteil Wümbach auf dem Gebiet der ehemaligen Gemeinde Wolfsberg. Zunächst war die Einrichtung von Reiseverkehrsanlagen für Interregio-Züge geplant. Nach einer 2011 erfolgten Planänderung wurde im Dezember 2017 die beim Streckenkilometer 154,2 liegende Betriebsstelle als reiner Überholbahnhof in Betrieb genommen.

## Aufbau
Der Bahnhof ist Teil des Bau- bzw. Planfeststellungsabschnitts 2.2 der Neubaustrecke und liegt überwiegend in einem tiefen Einschnitt.
Nach dem Stand der Planfeststellung (um 1995) waren in Regelfahrtrichtung Nürnberg zwei seitenrichtige Überholgleise mit einem Inselbahnsteig vorgesehen. Für die Regelfahrtrichtung Erfurt sollte ein einzelnes Überholgleis mit einem Außenbahnsteig entstehen. Nördlich und südlich der Überholgleise war jeweils ein doppelter Gleiswechsel (mit je vier Weichen) vorgesehen. Bis auf die Bahnsteige wurde die Planung entsprechend umgesetzt.
Die Bahnanlage soll eine Längsneigung von 2,059 bis 2,483 Promille aufweisen. Beim Streckenkilometer 154,39 führt eine 75 m lange, dreifeldrige Wirtschaftswegbrücke über die Neubaustrecke. Nördlich schließt sich die Wümbachtalbrücke an den Bahnhof an; südlich folgt die Ilmtalbrücke. Am Bahnhof ist ein Unterwerk vorhanden. Von dort führt eine Bahnstromleitung nach Eischleben.
Die beiden durchgehenden Hauptgleise der Neubaustrecke sind mit 300 km/h befahrbar, die Überholgleise mit 100 km/h, das Aufstellgleis mit 80 km/h sowie Abstellgleise mit 40 km/h.

## Geschichte

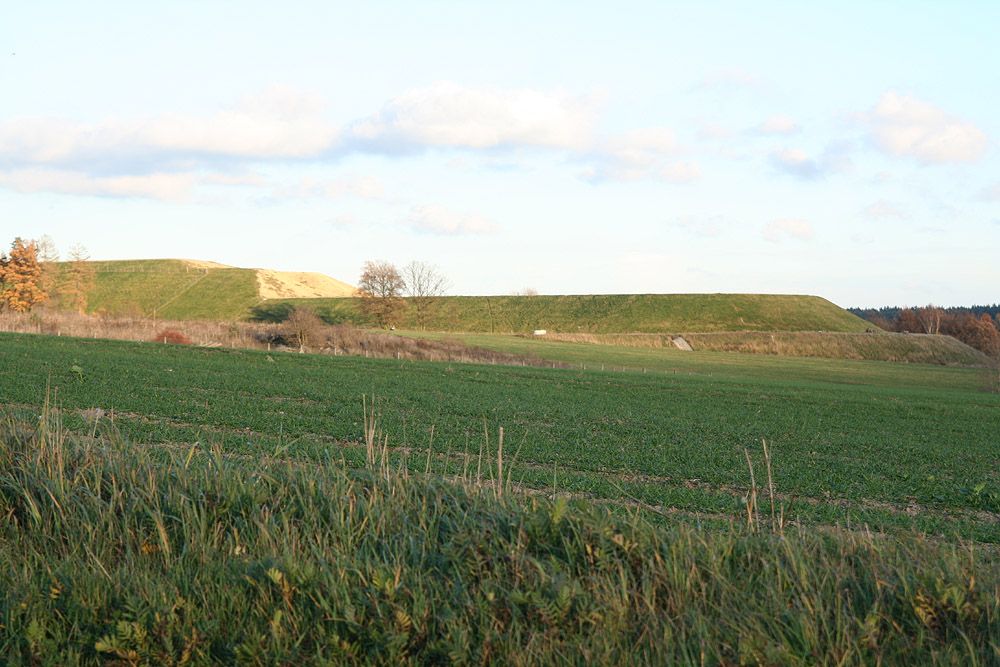
Das südliche Ende des Bahnhofsbereich, mit dem Übergang zur Ilmtalbrücke, markierte über mehrere Jahre hinweg das Ende des ersten Bauabschnitts (hier: 2006)

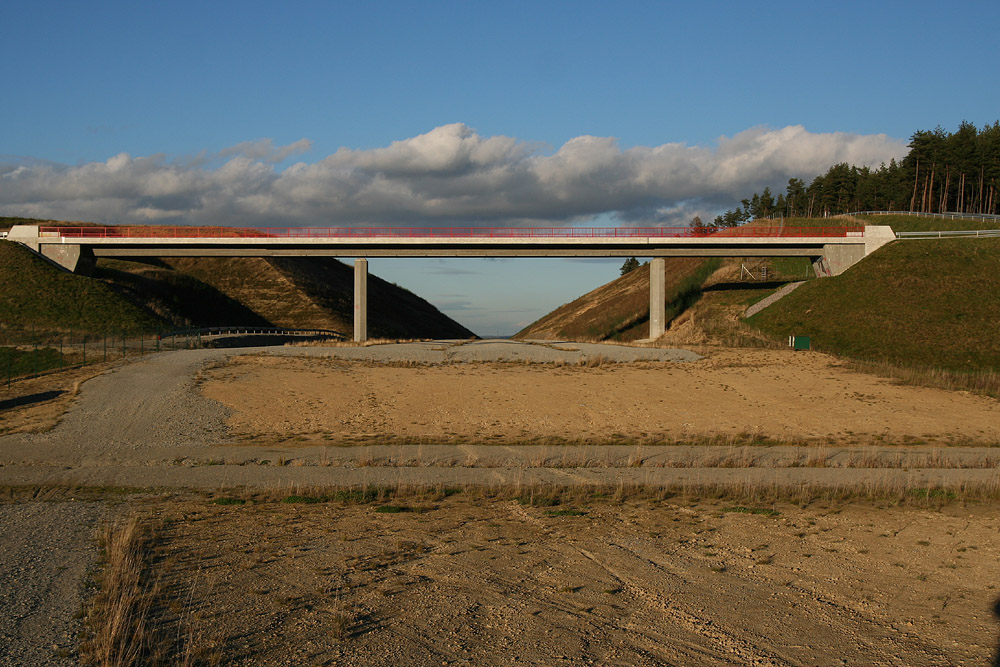
Blick auf das fertiggestellte Planum des Bahnhofs mit darüber führender Straßenbrücke (Blick Richtung Erfurt, 2007)

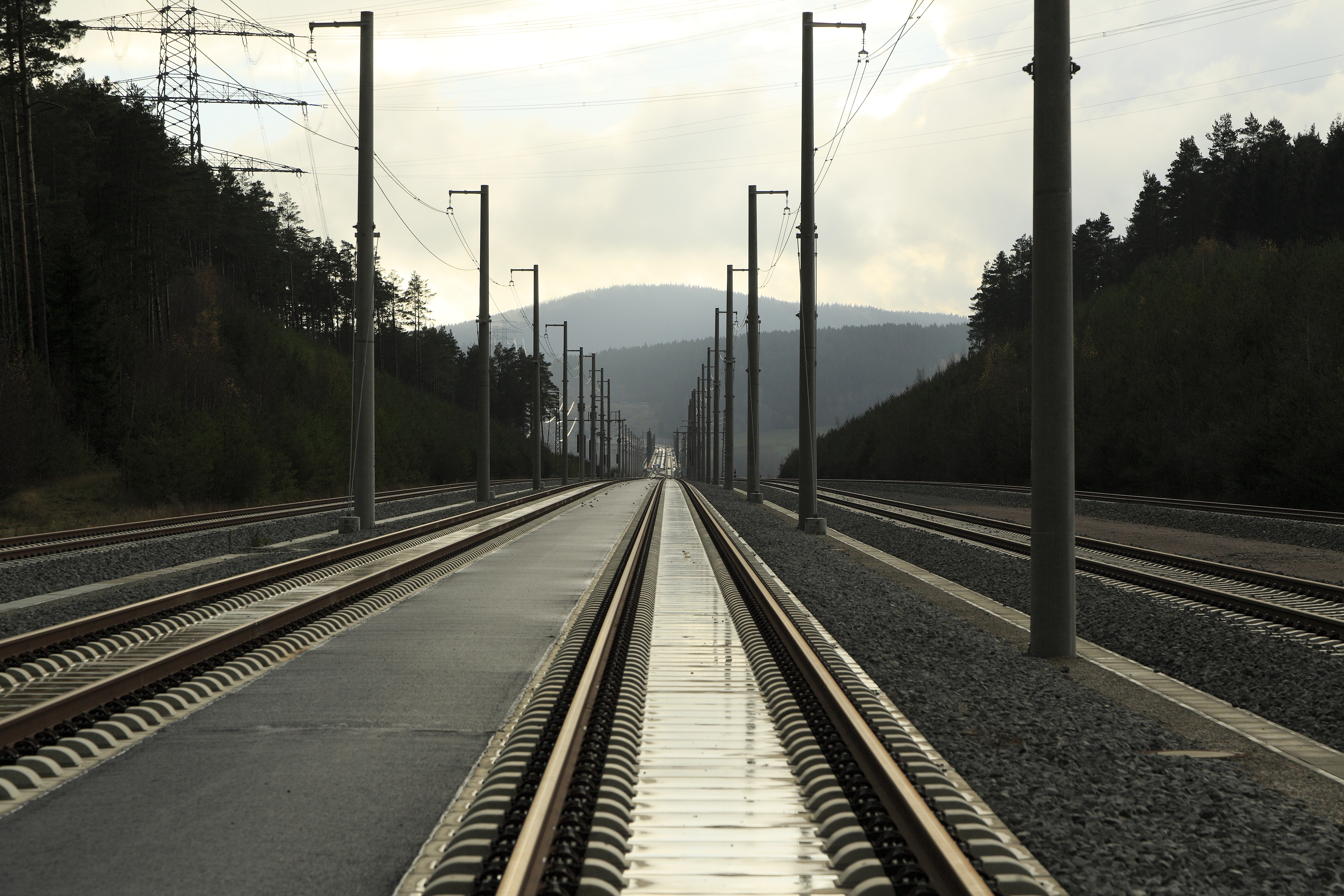
Bahnhof Ilmenau-Wolfsberg Richtung Süden, im Hintergrund die Ilmtalbrücke. Die Bahnsteige sollten links außen und rechts zwischen den Randgleisen errichtet werden. November 2015

### Planung als Personenbahnhof
Die Einrichtung eines Personenbahnhofs an der Neubaustrecke im Bereich von Ilmenau war eine Maßgabe aus der landesplanerischen Beurteilung Thüringens im Rahmen des Raumordnungsverfahrens. Damit sollte ein dauerhafter Interregio-Halt gesichert werden. Die Planung umfasste die Anbindung des Bahnhofs über eine für eine Geschwindigkeit von 50 km/h entworfene Erschließungsstraße. Daneben sollte etwa 90 Meter südlich der Straßenbrücke, beim Baukilometer 71,180, eine rund 37 m lange, 4,00 m breite und 2,50 m hohe Bahnsteigunterführung unter den Gleisanlagen entstehen. An den Außenseiten der Überholgleise sollten Bahnsteige angeordnet werden. Vorgesehen waren darüber hinaus barrierefreie Bahnsteigzugänge, Unterstellmöglichkeiten, Beleuchtung und westlich der Bahnanlage ein Park&Ride-Parkplatz mit rund 80 Pkw- sowie acht Busstellplätzen.
Mitte 2002 plante die Deutsche Bahn, ab 2005 eine Direktverbindung zwischen Erfurt und dem Bahnhof Ilmenau-Wümbach einzurichten. Im April 2003 kündigte der Projektleiter der Neubaustrecke an, der Bahnhof werde als Personenbahnhof gebaut, jedoch für Fern- statt Regionalzughalte. Dabei sollte eine dem Interregio vergleichbare Zugart an 400 m langen Bahnsteigen halten. Zu dieser Zeit ging der 6,2 km lange Streckenabschnitt bis zur Ilmtalbrücke in Bau. Im Februar 2007 kündigte der Projektleiter der Neubaustrecke an, es werde doch ein Bahnhof für den Personennahverkehr entstehen, an dem beispielsweise 200 km/h schnelle Regionalzüge halten könnten.
Im Dezember 2010 sprachen sich Bürgermeister zwischen Erfurt und Coburg für die Einrichtung des Haltes aus. Das Thüringer Verkehrsministerium kündigte an, definitiv keinen Regionalverkehr auf der Neubaustrecke zu bestellen; ein Bahnhof, der außerhalb einer Stadt liege, mache keinen Sinn. Die Deutsche Bahn stand zu diesem Zeitpunkt davor, einen Planänderungsantrag einzureichen, um den Personenbahnhof zu einem reinen Überholbahnhof umzugestalten.
Durch eine Planänderung wurde der Personenbahnhof Ilmenau-Wolfsberg um 2011 aus der Planung genommen. Der Ilm-Kreis reichte gegen die Planänderung im Juli 2012 Klage vor dem Thüringer Oberverwaltungsgericht ein. Die Klage wurde zurückgewiesen, weil aus Sicht des Gerichtes der Ilm-Kreis nicht klagebefugt war. In dem Urteil steht aber, „dass der angefochtene Planfeststellungsänderungsbeschluss die Vorhabenträgerin ausdrücklich verpflichtet hat, die Eisenbahn-Strukturanlagen so zu errichten, dass der spätere Bau des Personenbahnhofs nicht ausgeschlossen wird“.
Die Gemeinde Wolfsberg sprach sich für den Halt aus, der Ilmenauer Oberbürgermeister Gerd-Michael Seeber dagegen stand dem Halt aufgrund der Konkurrenzwirkung zur Bestandsstrecke nach Erfurt kritisch gegenüber. Laut DB-Angaben könne die für Personenzughalte erforderliche Infrastruktur später noch nachgerüstet werden.
2017 wurde ein Antrag auf Planänderung zum Schallschutz eingereicht.

### Geplantes Personenzug-Betriebsprogramm
Nach dem Stand der Planfeststellung sollte der Bahnhof durch zweistündliche Interregio-Halte der Linie Karlsruhe–Nürnberg–Erfurt–Halle–Berlin mit acht Zügen pro Tag und Richtung bedient werden. ICE-Halte waren, auch in Tagesrandlage, nicht vorgesehen. Mit der Abschaffung des Produkts Interregio durch die Deutsche Bahn entstand eine Lücke zwischen eigenwirtschaftlichem Fernverkehr und bestelltem Nahverkehr in der Produktpalette. Für ICE ist der Halt zu unbedeutend, für eine Regionalexpresslinie der Haltabstand zu groß. Nach dem Planungsstand von 2007 waren dagegen einzelne ICE-Zughalte in Tagesrandlage (morgens, abends) vorgesehen.
Planungen eines Angebotes von Regionalverkehr auf der Schnellfahrstrecke werden laut Vertretern des Landes Thüringen und der Stadt Ilmenau von ihrer Seite nicht weiter verfolgt. Fachausschüsse der Stadt Ilmenau hätten sich, so Oberbürgermeister Seeber auf einer Einwohnerversammlung 2008, gegen den geplanten Halt Wümbach und für einen Ausbau der vorhandenen Strecke ausgesprochen.

### Aktuelle Planungen
Mit der Ausschreibung neuen Regionalexpresslinie Erfurt–Nürnberg lebte 2019 die Diskussion um einen Personenbahnhof Ilmenau-Wümbach wieder auf. Das Land Thüringen will nach eigenen Angaben von Mai 2020 Gespräche über die Einrichtung des Haltes führen. Seit Juni 2024 fahren über die Schnellfahrstrecke fünf Regionalexpress-Züge pro Tag. Die Fahrzeit zwischen Erfurt und Coburg liegt bei 36 Minuten ohne Zwischenhalt.
In dem im Juni 2020 vorgelegten dritten Gutachterentwurf des Deutschlandtakts ist eine Regionalverkehrslinie auf der Schnellfahrstrecke vorgesehen, jedoch kein Halt in Ilmenau-Wolfsberg.